# Alfred Helgeby
Carl Alfred Helgeby, född 18 november 1882 i Kristiania (nuvarande Oslo), död 19 februari 1948, var en norsk operasångare och skådespelare.
Åren 1911–1915 medverkade Helgeby på flera skivinspelningar inspelade av Grammophone Company. År 1920 medverkade han i Verdis opera La traviata i Kristiania och gjorde samma år sin filmdebut i Gustav Adolf Olsens Kaksen paa Øverland. År 1926 medverkade han i den första radiosända versionen av Peer Gynt. Under 1930-talet var engagerad vid Nationaltheatret och Det norske teatret. Åren 1938–1947 medverkade han i sju norska filmer.

## Filmografi
- 1920 – Kaksen paa Øverland
- 1938 – Ungen
- 1941 – Den kärleken, den kärleken!
- 1942 – Det æ'kke te å tru
- 1944 – Kommer du, Elsa?
- 1946 – Om kjærligheten synger de
- 1946 – På kant med samhället
- 1947 – Sankt Hans fest